# Ӛ
Ӛ (minuskule ӛ) je písmeno cyrilice. Jedná se o variantu písmena Ә. Jeho tvar se v minuskulní i majuskulní variantě shoduje s tvarem písmena Ə v latince doplněný o dvě tečky nad písmenem. Je používáno v chantyjštině.